# 英国芝刈り機博物館
英国芝刈り機博物館（えいこくしばかりきはくぶつかん、British Lawnmower Museum）は、芝刈り機の博物館。イングランド北部のマージーサイドの都市サウスポートに位置する。200を超える芝刈り機が修復された上で展示され、それぞれに説明が記されている。
1945年に元レーシング・チャンピオンのブライアン・ラダムによって開設された。
展示品は400を超え、芝刈り機の考案者であるエドウィン・ビアード・バディングが発明した世界初の芝刈り機、博物館が「最高の芝刈り機」と評価する1926年発売のジェラン&ピアソン製の水冷式の芝刈り機などの、年代物の芝刈り機が展示されている。年代物の芝刈り機のスペアパーツも備えており、博物館の工房では芝刈り機の修理も受けられる。ほか、芝刈り機の発明前に使用されていた園芸用の機械や道具、芝刈り機メーカーのアトコが設計した自動車などの芝刈り機に関連する物品も展示されており、芝刈り機の玩具の所蔵数は世界最大の規模を誇る
博物館にはロールス・ロイスやロイヤルエンフィールドなどの企業が製造した芝刈り機のほか、ダイアナ妃、チャールズ3世、ブライアン・メイら著名人が所有していた芝刈り機も所蔵されている。